# 岐阜競輪場
岐阜競輪場（ぎふけいりんじょう）は、岐阜県岐阜市にある競輪場。施設所有および主催は岐阜市。競技実施はJKA中日本地区本部中部支部。

## 概要
岐阜競輪場は1949年に開設された。
記念競輪 (GIII) は2008年から長良川鵜飼カップ（2007年まで「金華賞争奪戦」、それ以前は「岐阜グランプリ争奪戦」）の名称で開催されており、近年は9月に開催されている。なお、2026年はナイター開催として行われる。
特別競輪（GI）は、過去に1996年・2001年・2011年にオールスター競輪、2024年には読売新聞社杯全日本選抜競輪、2025年にはオールガールズクラシック（ガールズケイリン）がナイター開催として開催された。また、2006年・2021年にGIIである共同通信社杯も開催されている。
イメージキャラクターは長良川鵜飼PRマスコット「うーたん」の競輪場仕様で、それにちなみ「うーたんカップ争奪戦」も開催されている。
2004年4月から2015年3月までCS放送のスポーツ専門チャンネルのEXスポーツにおいて「ケイリンライブ!」（2012年9月までの番組名は「ケイリンライブ!282（ツーパーツー）」）の放送を行っていた。
トータリゼータシステムは日本ベンダーネット（2003年4月、3連単導入時にオムロンから変更）を採用していたが、2016年11月15日から富士通フロンテックを採用している。
2008年7月23日から重勝式車券にあたるKドリームスの発売が行われるようになった。
ミッドナイト競輪は当初は他場で借り上げにて開催してきたが、2024年5月4日の開催より自場で開催される事になった。また、ナイター競輪も実施していなかったが、同年7月22日より実施されている。
2022年9月の記念競輪 (GIII) を最後に施設の改修工事のため本場開催を一時的に休止していた（休止期間中は大垣競輪場を借り上げてのミッドナイト競輪開催のほか、同年12月と2023年2月に豊橋競輪場を借り上げての昼間開催が行われた）。
2024年1月20日、旧バックスタンドを解体した上で作られた新管理棟が完成し竣工式を実施。新管理棟は全国の競輪場で初となる女性専用宿泊室を備えたほか、地元若手選手育成のための道場も新設された。また、併せてナイター照明設備も設置したことで、今後は自場でのナイターやミッドナイトの開催も可能になった。のちに、25日からのFI戦で本場開催を再開した。
全国区レベルの強豪校である地元の岐阜県立岐南工業高等学校自転車競技部も、週3日は当地を練習で使用している。

## バンク
400mバンクを採用。クセのない標準的なバンクで直線も長いため、どの脚質の選手でも存分に力を発揮できるバンクである。ホーム側に正面スタンドがあることで、風向きは複雑になる。

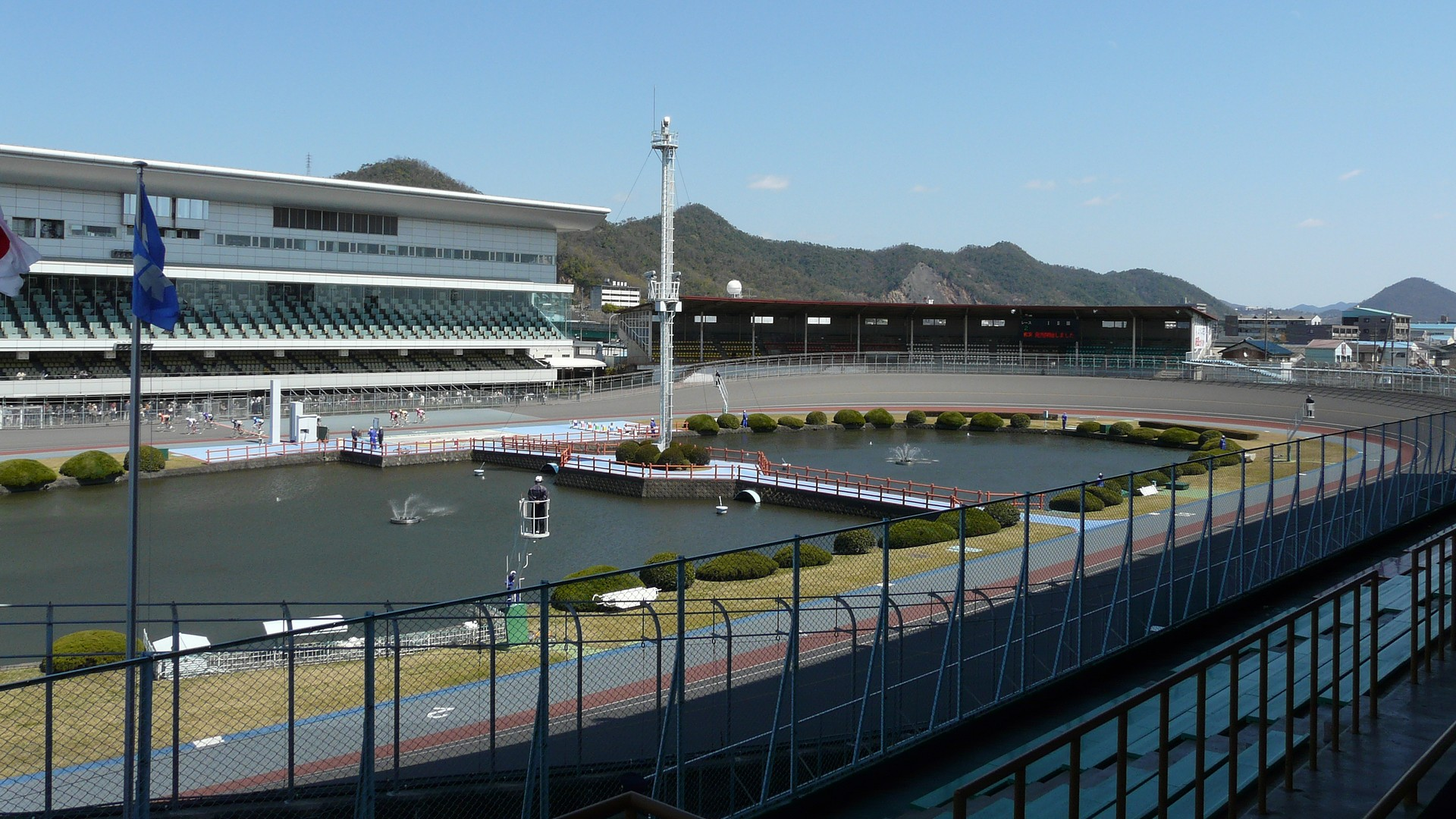
バンク
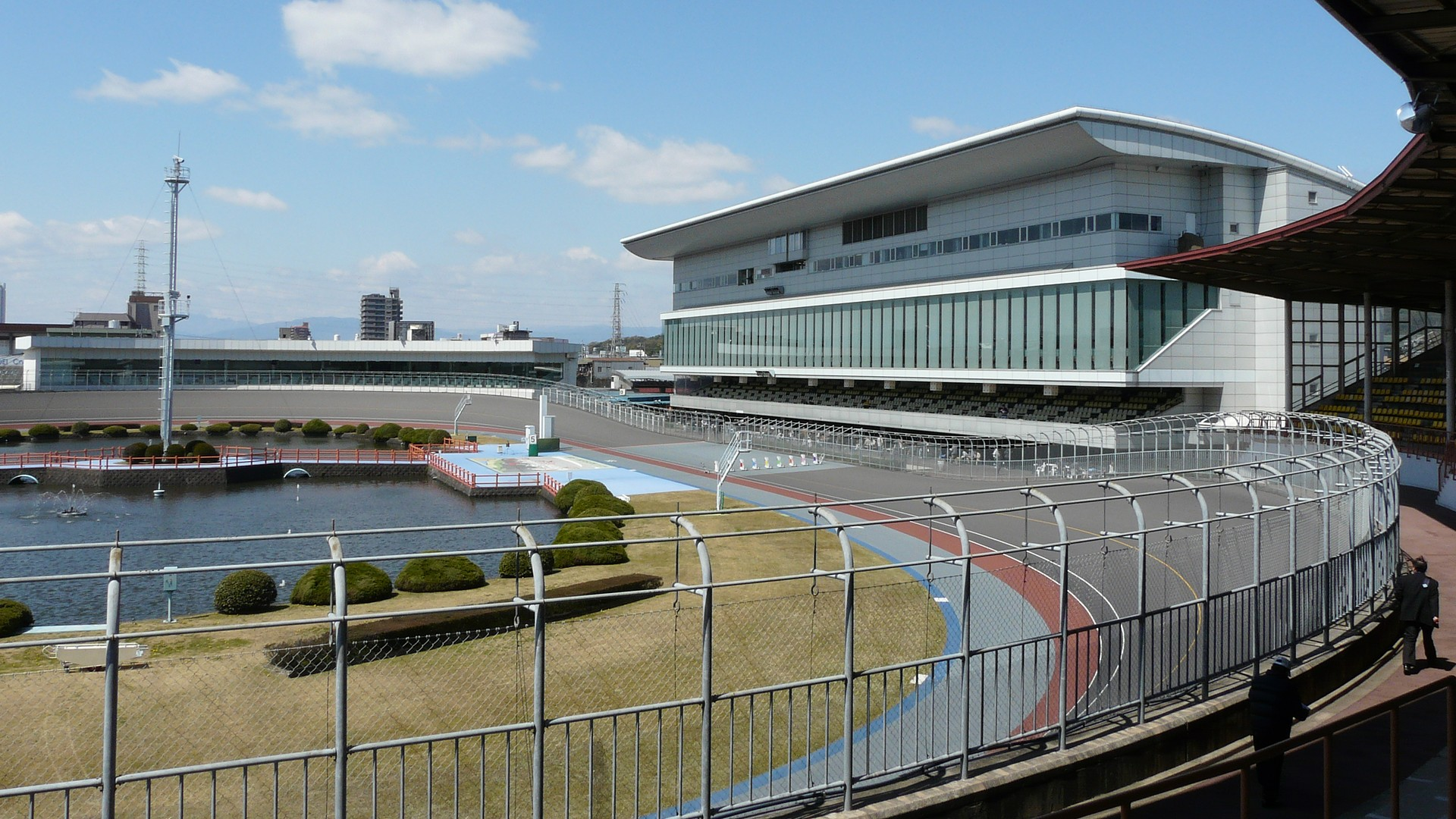
観客席
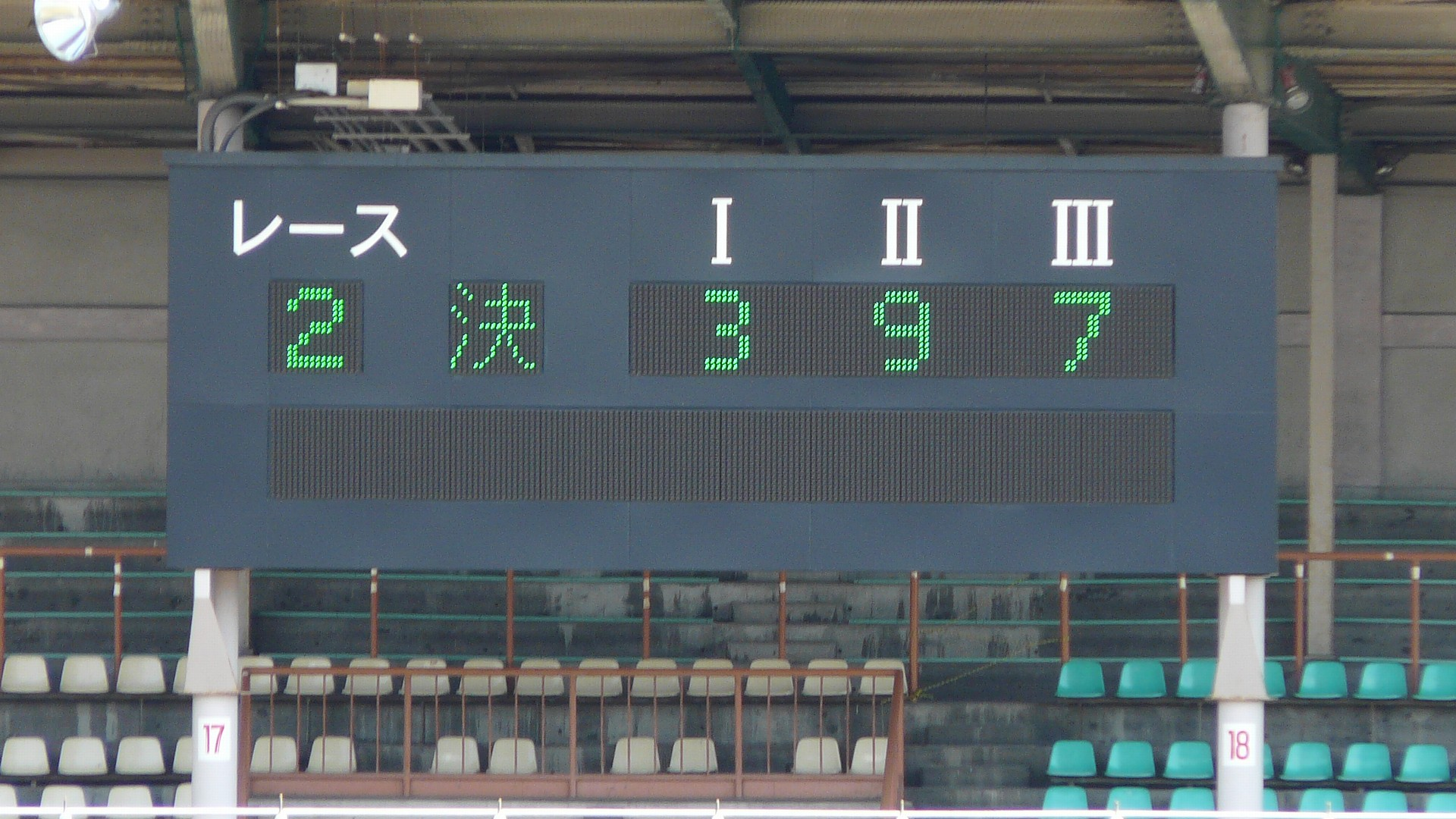
電光掲示板

## ホームバンクとする主な選手
- 竹内久人（引退）
- 濱口高彰（引退）
- 加藤慎平（引退）
- 志智俊夫
- 永井清史

## 歴代記念競輪優勝者
| 年     | 優勝者   | 登録地 |
| ------ | -------- | ------ |
| 2002年 | 渡邊秀明 | 神奈川 |
| 2003年 | 荒井崇博 | 佐賀   |
| 2004年 | 加藤慎平 | 岐阜   |
| 2005年 | 松本一成 | 新潟   |
| 2007年 | 濱口高彰 | 岐阜   |
| 2008年 | 濱口高彰 | 岐阜   |
| 2009年 | 坂本亮馬 | 福岡   |
| 2010年 | 永井清史 | 岐阜   |
| 2012年 | 浅井康太 | 三重   |
| 2013年 | 村上義弘 | 京都   |
| 2014年 | 山崎芳仁 | 福島   |
| 2015年 | 山崎芳仁 | 福島   |
| 2016年 | 武田豊樹 | 茨城   |
| 2017年 | 成清貴之 | 千葉   |
| 2018年 | 桑原大志 | 山口   |
| 2019年 | 太田竜馬 | 徳島   |
| 2020年 | 郡司浩平 | 神奈川 |
| 2022年 | 松浦悠士 | 広島   |
| 2024年 | 松浦悠士 | 広島   |
| 2025年 |          |        |
| 2026年 |          |        |

※1節4日間制開催となった、2002年4月以降の歴代記念競輪優勝者を列記。

### その他のG3
| 年     | 種別 | 開催名称                                       | 優勝者 | 登録地 |
| ------ | ---- | ---------------------------------------------- | ------ | ------ |
| 2026年 | G3   | 愛知・名古屋アジア・アジアパラ競技大会協賛競輪 |        |        |

## アクセス
JR東海（東海道線・高山本線）岐阜駅から当場まで無料送迎バスが運行されている。
2005年までは名鉄美濃町線・田神線に競輪場前駅があり、アクセスとなっていた。
競輪場前駅廃止後は田神駅（名鉄各務原線）が最寄り駅となっている。徒歩15分。
岐阜バスの場合、快速イオンモール各務原線・尾崎団地線「競輪場前」下車、または岐阜関線・大洞団地線・岐阜日野線・岐阜聖徳学園大線「岐阜日産前」下車、徒歩5分。